# Cage Rage Championships
Le Cage Rage Championships, aussi connu sous le nom de Cage Rage, était une organisation anglaise d'arts martiaux mixtes (MMA) qui a fait faillite. La première édition eut lieu à Londres le 7 septembre 2002.

## Champions
| Division          | Champion britannique     | Champion du monde |
| ----------------- | ------------------------ | ----------------- |
| Super-Heavyweight | Tengiz Tedoradze         | Antonio Silva     |
| Heavyweight       | Mark Epstein             | Melvin Manhoef    |
| Middleweight      | Mark Weir                | Anderson Silva    |
| Welterweight      | Paul Jenkins             | Chris Lytle       |
| Lightweight       | Abdul Mohammed           | Vitor Ribeiro     |
| Featherweight     | Brad "One Punch" Pickett | Vacant            |